# Théorie RRKM
La théorie Rice-Ramsperger-Kassel-Marcus (RRKM) a pour ambition de modéliser la réactivité chimique,,. Elle a été développée par O. Rice et H. Ramsperger en 1927 avec L. Kassel en 1928 (théorie RRK (de), selon laquelle la constante de vitesse {\displaystyle k} est une fonction {\displaystyle k(E)} de l'énergie {\displaystyle E} de la molécule en réaction) et généralisée en 1952 par R. Marcus pour donner la théorie RRKM prenant notamment en compte la théorie de l'état de transition développée en 1935 par Henry Eyring. Ces méthodes permettent de calculer des estimations simples de la vitesse de réaction unimoléculaire en phase gazeuse à partir de quelques caractéristiques de la surface d'énergie potentielle. On fait l'hypothèse que :
- la molécule est constituée d'oscillateurs harmoniques liés pouvant échanger de l’énergie entre eux ;
- l'énergie d’excitation possible de la molécule est E, qui permet à la réaction de se produire ;
- la vitesse de distribution d'énergie intramoléculaire est bien plus rapide que la vitesse de la réaction elle-même ;
- la surface d'énergie potentielle ne présente pas de « goulots d'étranglement » pour lesquels certains modes vibrationnels pourraient être piégés plus longtemps que la durée moyenne de la réaction.

Dans ces conditions, si {\displaystyle A^{*}} est une molécule excitée, on a :
{\displaystyle A^{*}\xrightarrow {k(E)} A^{\ddagger }\rightarrow P,}
où P est le produit de réaction et A‡ est la configuration atomique critique d'énergie maximum  E0 le long  de la coordonnée de réaction. La constante de vitesse unimoléculaire {\displaystyle k_{\mathrm {uni} }} vaut alors :
{\displaystyle k_{\mathrm {uni} }={\frac {1}{hQ_{r}Q_{v}}}\int \limits _{E_{0}}^{\infty }\mathrm {d} E\sum _{J=0}^{\infty }{\frac {(2J+1)G^{\ddagger }(E,J)\exp \!\left({\frac {-E}{k_{b}T}}\right)}{1+{\frac {k(E,J)}{\omega }}}},}
où {\displaystyle k(E,J)} est la constante de vitesse de la théorie de l'état de transition microcanonique, {\displaystyle G^{\ddagger }} est la somme des états pour les degrés de liberté actifs de l'état de transition, {\displaystyle J} est le nombre quantique du moment angulaire total, {\displaystyle \omega } est la fréquence de collision (en) entre les molécules {\displaystyle A^{*}} et celles du bain, {\displaystyle Q_{r}} et {\displaystyle Q_{v}} sont les fonctions de partition externe rotationnelle pour la première et moléculaire vibrationnelle pour la seconde.